# Croton tonduzii
Croton tonduzii är en törelväxtart som beskrevs av Ferdinand Albin Pax. Croton tonduzii ingår i släktet Croton och familjen törelväxter. Inga underarter finns listade i Catalogue of Life.